# Kyle Lowry
Kyle Terrell Lowry (Philadelphia, 1986. március 25. –) amerikai olimpiai bajnok kosárlabdázó, a Charlotte Hornets játékosa a National Basketball Associationben (NBA). Hatszoros All Star, 2016-ban beválasztották a harmadik All-NBA csapatba és 2019-ben nagy szerepet játszott a Toronto Raptors történetének első és eddig egyetlen bajnoki címében 2019-ben.
Lowry két évig játszott egyetemen, a Villanova Wildcats játékosaként, a csapat vissza is vonultatta mezszámát. A 2006-os NBA-draft első körének 24. helyén a Memphis Grizzlies választotta ki. Három szezonig erősítette a csapatot, mielőtt a Houston Rockets csapatába küldték 2009 februárjában. Ezt követően 2013-ban leszerződtette a Toronto Raptors, ahol kiemelkedő duót alkottak DeMar DeRozannal. Második szezonjában a csapattal hat év után először a rájátszásban szerepelt a Raptors és megnyerték az atlanti csoportot is. A 2015–2016-os szezonban csapatrekord 56 győzelemhez vezette a csapatot és először eljutottak a keleti főcsoport döntőjéig.
Lowryt a Raptors történetének legjobb játékosának tekintik, amiért nagy szerepe volt a franchise sikeressé tételében a Vince Carter-éra után, aminek csúcspontja a 2019-es franchise-első bajnoki cím volt. Lowry kulcsfontosságú volt a Raptors két főcsoportdöntő-szereplésében és kezdő irányító volt a csapat összes szezonja során, amiben legalább 50 mérkőzést megnyertek.
2016-ban olimpián képviselte az amerikai válogatottat, ahol a csapat aranyérmes lett. Lowry kiemelkedően játszott a döntőben.

## Statisztika

### Egyetem
| Év        | Csapat             | JM | KM | JP/M | MG%  | 3P%  | BD%  | LP/M | GP/M | L/M | B/M | P/M  |
| --------- | ------------------ | -- | -- | ---- | ---- | ---- | ---- | ---- | ---- | --- | --- | ---- |
| 2004–2005 | Villanova Wildcats | 24 | 3  | 23,2 | .421 | .227 | .635 | 3,2  | 2,0  | 1,3 | 0,2 | 7,5  |
| 2005–2006 | Villanova Wildcats | 33 | 31 | 29,3 | .466 | .444 | .786 | 4,3  | 3,7  | 2,3 | 0,2 | 11,0 |
| Karrier   | Karrier            | 57 | 34 | 26,7 | .449 | .325 | .737 | 3,8  | 3,0  | 1,9 | 0,2 | 9,5  |

### NBA

#### Alapszakasz
| Év         | Csapat             | JM   | KM  | JP/M | MG%  | 3P%  | BD%   | LP/M | GP/M | L/M | B/M | P/M  |
| ---------- | ------------------ | ---- | --- | ---- | ---- | ---- | ----- | ---- | ---- | --- | --- | ---- |
| 2006–2007  | Memphis Grizzlies  | 10   | 0   | 17,5 | .368 | .375 | .893  | 3,1  | 3,2  | 1,4 | 0,1 | 5,6  |
| 2007–2008  | Memphis Grizzlies  | 82*  | 9   | 25,5 | .432 | .257 | .698  | 3,0  | 3,6  | 1,1 | 0,3 | 9,6  |
| 2008–2009  | Memphis Grizzlies  | 49   | 21  | 21,9 | .412 | .246 | .801  | 2,3  | 3,6  | 1,0 | 0,2 | 7,6  |
| 2008–2009  | Houston Rockets    | 28   | 0   | 21,7 | .475 | .276 | .800  | 2,8  | 3,5  | 0,8 | 0,3 | 7,6  |
| 2009–2010  | Houston Rockets    | 68   | 0   | 24,3 | .397 | .272 | .827  | 3,6  | 4,5  | 0,9 | 0,1 | 9,1  |
| 2010–2011  | Houston Rockets    | 75   | 71  | 34,2 | .426 | .376 | .765  | 4,1  | 6,7  | 1,4 | 0,3 | 13,5 |
| 2011–2012  | Houston Rockets    | 47   | 38  | 32.1 | .409 | .374 | .864  | 4,5  | 6,6  | 1,6 | 0,3 | 14,3 |
| 2012–2013  | Toronto Raptors    | 68   | 52  | 29,7 | .401 | .362 | .795  | 4,7  | 6,4  | 1,4 | 0,4 | 11,6 |
| 2013–2014  | Toronto Raptors    | 79   | 79  | 36,2 | .423 | .380 | .813  | 4,7  | 7,4  | 1,5 | 0,2 | 17,9 |
| 2014–2015  | Toronto Raptors    | 70   | 70  | 34,5 | .412 | .338 | .808  | 4,7  | 6,8  | 1,6 | 0,2 | 17,8 |
| 2015–2016  | Toronto Raptors    | 77   | 77  | 37,0 | .427 | .388 | .811  | 4,7  | 6,4  | 2,1 | 0,4 | 21,2 |
| 2016–2017  | Toronto Raptors    | 60   | 60  | 37,4 | .464 | .412 | .819  | 4,8  | 7,0  | 1,5 | 0,3 | 22,4 |
| 2017–2018  | Toronto Raptors    | 78   | 78  | 32,2 | .427 | .399 | .854  | 5,6  | 6,9  | 1,1 | 0,2 | 16,2 |
| 2018–2019† | Toronto Raptors    | 65   | 65  | 34,0 | .411 | .347 | .830  | 4,8  | 8,7  | 1,4 | 0,5 | 14,2 |
| 2019–2020  | Toronto Raptors    | 58   | 58  | 36,2 | .416 | .352 | .857  | 5,0  | 7,5  | 1,4 | 0,4 | 19,4 |
| 2020–2021  | Toronto Raptors    | 46   | 46  | 34,8 | .436 | .396 | .875  | 5,4  | 7,3  | 1,0 | 0,3 | 17,2 |
| 2021–2022  | Miami Heat         | 63   | 63  | 33,9 | .440 | .377 | .851  | 4,5  | 7,5  | 1,1 | 0,3 | 13,4 |
| 2022–2023  | Miami Heat         | 55   | 44  | 31,2 | .404 | .345 | .859  | 4,1  | 5,1  | 1,0 | 0,4 | 11,2 |
| 2023–2024  | Miami Heat         | 37   | 35  | 28,0 | .426 | .385 | .833  | 3,5  | 4,0  | 1,1 | 0,4 | 8,2  |
| 2023–2024  | Philadelphia 76ers | 23   | 20  | 28,4 | .444 | .404 | .848  | 2,8  | 4,6  | 0,9 | 0,3 | 8,0  |
| 2024–2025  | Philadelphia 76ers | 35   | 12  | 18,8 | .350 | .330 | .818  | 1,9  | 2,7  | 0,9 | 0,3 | 3,9  |
| Karrier    | Karrier            | 1173 | 898 | 31,3 | .423 | .368 | .815  | 4,2  | 6,1  | 1,3 | 0,3 | 13,9 |
| All Star   | All Star           | 6    | 2   | 22,3 | .354 | .271 | .1000 | 4,2  | 6,7  | 2,3 | 0,2 | 10,5 |

#### Play-in
| Év      | Csapat             | JM | KM | JP/M | MG%  | 3P%  | BD%   | LP/M | GP/M | L/M | B/M | P/M  |
| ------- | ------------------ | -- | -- | ---- | ---- | ---- | ----- | ---- | ---- | --- | --- | ---- |
| 2023    | Miami Heat         | 2  | 0  | 26,2 | .619 | .583 | 1.000 | 4,0  | 3,0  | 0,5 | 0,0 | 19,0 |
| 2024    | Philadelphia 76ers | 1  | 1  | 29,0 | .300 | .200 | -     | 5,0  | 1,0  | 2,0 | 0,0 | 7,0  |
| Karrier | Karrier            | 3  | 1  | 27,1 | .516 | .471 | 1.000 | 4,3  | 2,3  | 1,0 | 0,0 | 15,0 |

#### Rájátszás
| Év      | Csapat             | JM  | KM  | JP/M | MG%  | 3P%  | BD%  | LP/M | GP/M | L/M | B/M | P/M  |
| ------- | ------------------ | --- | --- | ---- | ---- | ---- | ---- | ---- | ---- | --- | --- | ---- |
| 2009    | Houston Rockets    | 13  | 0   | 19,5 | .333 | .250 | .742 | 2,9  | 2,5  | 0,9 | 0,1 | 5,3  |
| 2014    | Toronto Raptors    | 7   | 7   | 38,7 | .404 | .395 | .878 | 4,7  | 4,7  | 0,9 | 0,0 | 21,1 |
| 2015    | Toronto Raptors    | 4   | 4   | 32,8 | .316 | .217 | .727 | 5,5  | 4,8  | 1,3 | 0,0 | 12,3 |
| 2016    | Toronto Raptors    | 20  | 20  | 38,3 | .397 | .304 | .750 | 4,7  | 6,0  | 1,6 | 0,2 | 19,1 |
| 2017    | Toronto Raptors    | 8   | 8   | 37,6 | .462 | .342 | .818 | 3,1  | 5,9  | 1,5 | 0,5 | 15,8 |
| 2018    | Toronto Raptors    | 10  | 10  | 36,1 | .508 | .444 | .813 | 4,3  | 8,5  | 1,5 | 0,0 | 17,4 |
| 2019†   | Toronto Raptors    | 24* | 24* | 37,5 | .440 | .359 | .802 | 4,9  | 6,6  | 1,3 | 0,3 | 15,0 |
| 2020    | Toronto Raptors    | 11  | 11  | 37,5 | .419 | .319 | .800 | 6,5  | 5,8  | 1,7 | 0,7 | 17,7 |
| 2022    | Miami Heat         | 10  | 10  | 29,5 | .291 | .241 | .789 | 3,6  | 4,7  | 1,2 | 0,7 | 7,8  |
| 2023    | Miami Heat         | 23  | 1   | 26,1 | .425 | .375 | .939 | 3,5  | 4,4  | 1,0 | 0,6 | 9,2  |
| 2024    | Philadelphia 76ers | 6   | 6   | 29,2 | .344 | .333 | .800 | 3,5  | 4,0  | 1,0 | 0,7 | 7,0  |
| Karrier | Karrier            | 136 | 101 | 32,8 | .411 | .338 | .803 | 4,3  | 5,4  | 1,3 | 0,4 | 13,5 |